# Apoplanesia
Apoplanesia là một chi thực vật có hoa thuộc họ Fabaceae. Nó thuộc phân họ Faboideae.

## Các loài
Loài gồm có:
- Apoplanesia cryptopetala
- Apoplanesia paniculata (Palo de Arco)